# Noyarey
Noyarey – miejscowość i gmina we Francji, w regionie Owernia-Rodan-Alpy, w departamencie Isère.
Według danych na rok 1990 gminę zamieszkiwało 1950 osób, a gęstość zaludnienia wynosiła 116 osób/km² (wśród 2880 gmin regionu Rodan-Alpy Noyarey plasuje się na 446. miejscu pod względem liczby ludności, natomiast pod względem powierzchni na miejscu 662.).
Przez gminę przepływa rzeka Isère. 